# ماهی سه‌دمی اطلس
ماهی سه‌دمی اطلس (نام علمی: Lobotes surinamensis) نام یک گونه از سرده سه‌دم‌ماهیان است.